# Mairéad Ní Mhaonaigh
Mairéad Ní Mhaonaigh (Gweedore, Condado de Donegal, 26 de julho de 1962) é uma irlandesa vocalista da banda folk irlandesa Altan.

## Biografia
Ní Mhaonaigh cresceu em Gweedore (Gaoth Dobhair), Condado de Donegal, Irlanda.
O pai dela, Proinsias Ó Maonaigh, a convenceu a tocar violino. Ela recebeu lições e foi inspirada pelo violinista Dinny McLaughlin, que freqüentemente visitava sua casa quando ela era criança. Ciarán Tourish, que mais tarde se juntou ao Altan, também freqüentava a casa e recebeu aulas de McLaughlin.
Ní Mhaonaigh tem dois irmãos. Seu irmão Gearóid tocava guitarra no Ragairne (uma banda de vida curta formada por Ní Mhaonaigh e Frankie Kennedy). Sua irmã mais nova,  Anna foi backing vocal em diversos álbuns e era membro da banda Macalla.
Ela conheceu Frankie Kennedy em uma audiência musicial aos quinze anos.Os dois se casaram de 1981.

### Altan
Abandonando sues trabalhos como professores, Ní Mhaonaigh e Kennedy formaram a banda Altan no final dos anos oitenta. Com a morte de Kennedy por câncer, o futuro da banda ficou incerto, mas Ní resolveu continuar a banda por um último pedido de Kennedy.
Mesmo com seus trabalhos com o Altan, Mairéad através dos anos participou de programas tradicionais de música na TV e no rádio, incluindo o famoso show de radio,  "The Long Note", e o programa de TV "The Pure Drop".

### The String Sisters
Mairéad também é integrante da banda The String Sisters.

### Trabalho solo
O primeiro álbum solo de Mairéad, Imeall, foi lançado em  2009. Ele foi gravado nos anos de  2007/08 e co-produzido por Manus Lunny. O título em lingue irlandesa significa "ponte" ou "soleira, entrada, principio". O album apresentava tantos canções tradicionais folks quanto canções novas feitas por Ní Mhaonaigh. Mairéad havia mostrado algumas canções em um show que promoveu em 28 de 2008 Frankie Kennedy Winter School. O álbum foi oficialmente lançado em Dublin no dia 12 de fevereiro de  2009. O disco vendeu apenas  3000 cópias físicas pelo seu website.
Ní Mhaonaigh também se apresentou com sues amigos Moya Brennan e Maighread & Tríona Ní Dhomhnaill no The Temple Bar TradFest em janeiro de 2008, a segunda vez que os quatro músicos se apresentavam juntos.

## Vida pessoal
Mairéad perdeu seu primeiro marido e fundador do Altan, Frankie Kennedy por cancer em 1994. Em 2000, ela se casou com outro integrante da banda,  Dermot Byrne. Eles tiveram uma filha,  Nia. Ní Mhaonaigh e Byrne se separaram em 2007 embora sua relação profissional com a banda não tenha sido afetado em nada.

## Discografia

### Disco solo
- 2009 Imeall

### Frankie Kennedy & Mairéad Ní Mhaonaigh
- 1983 Ceol Aduaidh
- 1987 Altan

### Altan
- 1989 Horse with a Heart
- 1990 The Red Crow
- 1991 Harvest Storm
- 1993 Island Angel
- 1996 Blackwater
- 1997 Runaway Sunday
- 2000 Another Sky
- 2002 The Blue Idol
- 2005 Local Ground
- 2009 TBC

### String Sisters
- 2007 String Sisters Live CD
- 2007 String Sisters Live DVD

### Especiais
- 1991 Albert Fry (Albert Fry)
- 1991 Fiddle Sticks (various artists)
- 1993 The Holy Ground (Mary Black)
- 1994 Lullaby: A Collection (various artists - Ní Mhaonaigh sings The Cradle Song, wrongly attributed to Karan Casey)
- 2001 Little Sparrow (Dolly Parton)
- 2001 Volume 3: Further in Time (Afro Celt Sound System)
- 2008 Tráthnóna Beag Aréir (Albert Fry)
- 2008 The Original Transatlantic Sessions DVD (various artists)